# Charles de Fraipont
Charles Marie Julien Joseph Fraipont (Chênée, 21 maart 1883 - Vorst, 15 april 1946) was een Belgisch volksvertegenwoordiger.

## Levensloop
De Fraipont werd burgerlijk mijnbouwkundig ingenieur aan de Universiteit Luik (1908). Hij voegde hieraan een speciaal doctoraat in de paleontologie toe. Hij werd vervolgens hoogleraar aan de universiteit van Luik (1923-1945).
In 1936 werd hij senator voor Rex en vervulde dit mandaat tot in 1939.
De mineraloog Giuseppe Raimondo de Cesàro heeft een minerale soort naar hem en zijn vader Julien Fraipont genoemd, de fraipontite.

## Publicatie
- Les Hommes Fossiles d’Engis, Mémoire 10, Archives de l’institut de paléontologie, Parijs 1936.